# Stanley Hollis
Stanley Elton Hollis (North Ormesby, 21 settembre 1912 – Liverton Mines, 8 febbraio 1972) è stato un militare britannico, decorato con la Victoria Cross nel corso della seconda guerra mondiale.

## Biografia

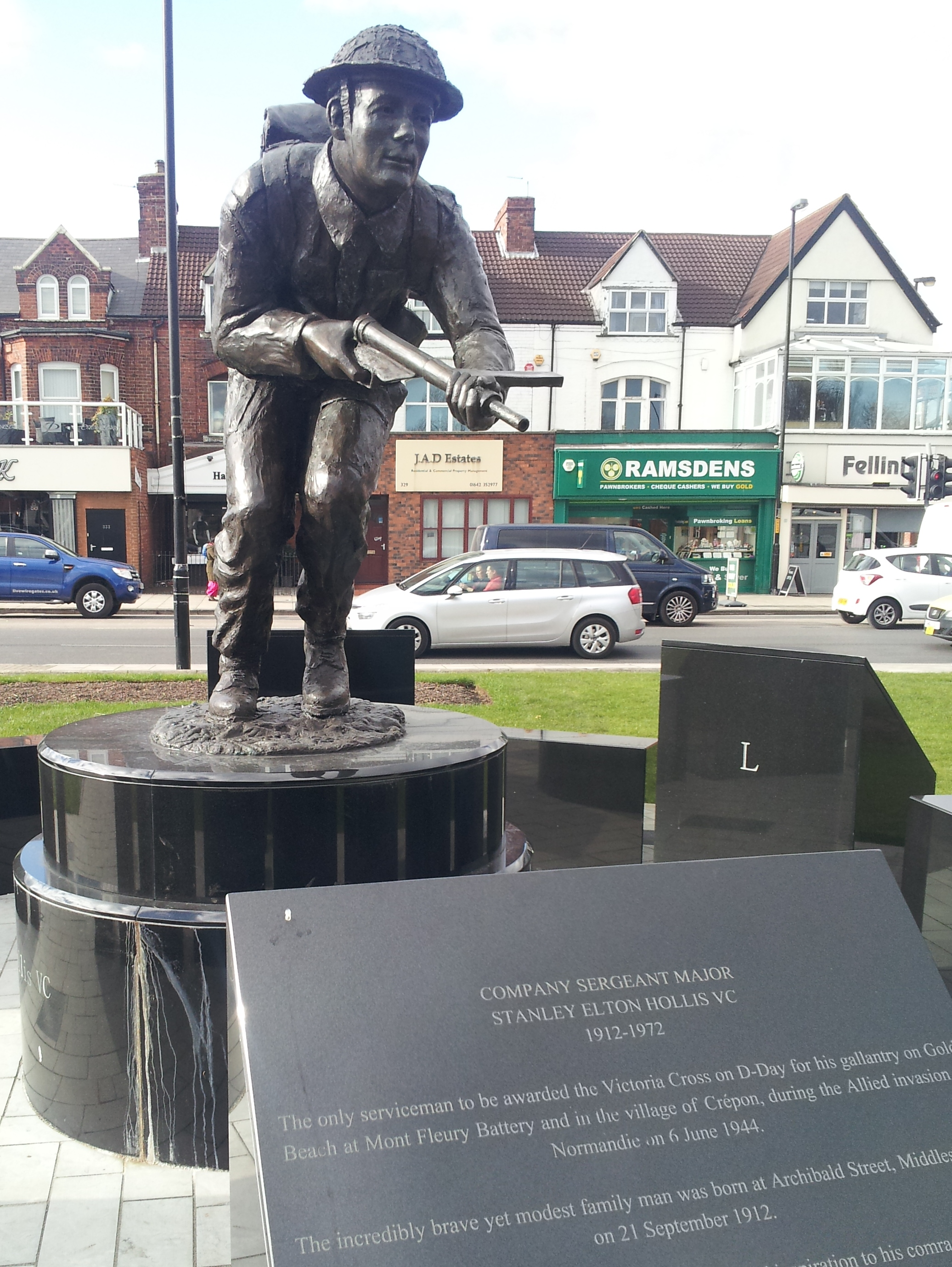
La statua del sergente maggiore Hollis a Middlesbrough.

Nacque in Archibald Street, a North Ormesby, Middlesbrough, North Riding of Yorkshire, il 21 settembre 1912, figlio di Alfred ed Edith Jane White. Frequentò la scuola locale fino al 1926, poi i suoi genitori si trasferirono a Robin Hood's Bay, dove lavorò nel negozio di friggitoria di suo padre.
Nel 1929 divenne apprendista ufficiale di navigazione presso la Rowland & Marwood Shipping Co. di Whitby, Yorkshire; trasferito alla Elder Dempster Line sulle rotte dell'Africa occidentale. Fece viaggi regolari nell'Africa occidentale, ma nel 1930 si ammalò di febbre emoglobinurica, cosa che pose fine alla sua carriera nella marina mercantile. Tornato a North Ormesby lavorò come camionista e nel 1933 sposò Alice Clixby, dalla quale ebbe un figlio (Brian) e una figlia (Pauline). Nel 1939 si arruolò come volontario (matricola 4390973)  nel Territorial Army in forza al 4° Battaglione, The Green Howards. Allo scoppio della seconda guerra mondiale fu mobilitato e si arruolò nel 6° Battaglione, The Green Howards, che nel 1940 fu mandato in Francia come parte integrante della British Expeditionary Force.
In Francia fu impiegato principalmente per costruire piste di atterraggio per aeroporti, e anche  come portaordini del comandante del battaglione. Fu promosso da caporale a sergente durante l'evacuazione da Dunkerque. A Dunkerque nel 1940, un colpo di mortaio gli strappò tutti i vestiti di dosso e lo crivellò di schegge, eppure, nudo e ferito, riuscì a nuotare tra le onde fino a raggiungere una barca di salvataggio in attesa. Assegnato all'8ª Armata combatté nella campagna del Nord Africa da El Alamein a Tunisi. Fu promosso sergente maggiore di compagnia poco prima dell'invasione della Sicilia nel 1943 (Operazione Husky), dove fu ferito nella battaglia del Simeto.  Nel novembre 1943 rientrò in Gran Bretagna per completare l'addestramento in vista dello sbarco in Normandia.
Il giorno del D-Day, il 6° Battaglione, The Green Howards, sbarcò a Gold Beach. Essendo uno degli uomini più esperti dell'unità, fu incaricato di tre squadre di mitragliatrici e tre di mortai che avrebbero dovuto coprire l'avanzata della compagnia dalla spiaggia, su per una collina e oltre la cresta verso il loro obiettivo principale, la posizione di artiglieria navale pesante tedesca sul Monte Fleury. Mentre la sua compagnia si spostava verso l'interno dalle spiagge dopo gli sbarchi iniziali, egli andò con il suo comandante di compagnia a ispezionare due bunker tedeschi che erano stati aggirati. Attaccò il primo, prendendo prigionieri tutti gli occupanti tranne cinque; e poi si occupò del secondo, prendendo 26 prigionieri. Successivamente sgomberò una trincea vicina. Più tardi quel giorno, guidò senza successo un attacco contro una posizione nemica contenente un cannone da campo e diverse mitragliatrici MG 42. Dopo essersi ritirato, apprese che due dei suoi uomini erano rimasti indietro e disse al suo comandante, il maggiore Lofthouse, che li avrebbe recuperati. Il 17 agosto 1944 fu insignito della Victoria Cross.  
Nel settembre 1944 fu ferito ad una gamba (ebbe due proiettili conficcati nel piede sinistro per il resto della sua vita e una piastra d'acciaio inserita nel cranio per alleviare il dolore di una ferita alla testa) e fu evacuato in Inghilterra, dove fu decorato da re Giorgio VI a Buckingham Palace il 10 ottobre 1944.
Dopo la fine della guerra, lavorò per un periodo come sabbiatore in un'acciaieria locale. Divenne poi socio in un'azienda di riparazione di motori a Darlington, Contea di Durham. Nel 1950 si imbarcò su una nave registrata in Canada come terzo ingegnere e trascorse i successivi quattro anni (dal 1950 al 1955) navigando in Estremo Oriente. Successivamente si formò come gestore di pub e gestì il pub "Albion" a Market Square, North Ormesby: il nome del pub fu poi cambiato in "The Green Howard".
Dopo che il pub fu demolito nel 1970, si trasferì per diventare gestore del pub "Holywell View" a Liverton Mines vicino a Loftus. Compito da ictus, si spense l'8 febbraio 1972 nel locale ospedale e fu sepolto il giorno 12 nel cimitero di Acklam, Middlesbrough. La sua Victoria Cross e esposta presso il  Green Howards Regimental Museum di Richmond, North Yorkshire.